# Jameson Irish Whiskey
Jameson er et irsk firma i Dublin og Cork, som blev grundlagt af John Jameson i 1780. Formålet med virksomheden var og er produktion af whiskey.
Firmaet blev lagt sammen med konkurrenten John Powers i 1966.
Jameson Irish Whiskey er fremstillet af maltet og umaltet irsk byg, der bliver tørret i en lukket ovn/ tørreovn fyret med antracitkul. Den metode bevirker, at produktet bevarer sin smag af malt.
Firmaets motto er det latinske Sine Metu, som betyder uden frygt.
53°20′00″N 6°16′38″V / 53.33333°N 6.27722°V